# 畢達哥拉斯峰
畢達哥拉斯峰（英語：Pythagoras Peak）是南極洲的山峰，位於比弗冰川北岸，屬於圖拉山脈的一部分，處於斯托勒山東南面15公里，海拔高度1,275米，該山峰在1958年2月由澳大利亞探險隊發現。
66°59′S 51°20′E / 66.983°S 51.333°E